# Geraecormobius convexus
Geraecormobius convexus is een hooiwagen uit de familie Gonyleptidae.